# Сахарово (Одесская область)
Сахарово (укр. Сахарове) — село, относится к Березовскому району Одесской области Украины.
Население по переписи 2001 года составляло 249 человек, по данным 2024 года составляло 155 человек. Почтовый индекс — 67353. Телефонный код — 4856. Занимает площадь 0,773 км². Код КОАТУУ — 5121281205.

## Местный совет
67353, Одесская обл., Березовский р-н, с. Гуляевка, ул. Гагарина, 7